# 秩父宮記念体育館
秩父宮記念体育館（ちちぶのみやきねんたいいくかん）は、神奈川県藤沢市にある藤沢市立の屋内スポーツ施設である。

## 概要
藤沢市は秩父宮雍仁親王薨去の地であり、親王がスポーツに深い造詣があったことから、1954年、藤沢市に体育館の建設計画が持ち上がった際に「秩父宮記念体育館」の名称を賜り、1955年にオープンした。1997年4月にリニューアルオープンし、2008年度の利用者数は28万人を超える。2006年4月より指定管理者制度が導入され、公益財団法人藤沢市みらい創造財団が管理運営に当たっている。
地元のアマチュアボクシングクラブチームである湘南ボクシングクラブは現在のジム（湘南ボクシングジム）が完成するまで同所を練習拠点としていた。

## 施設
- 武道室（1階）
  - 面積 631m2
  - 利用可能数 - 剣道・柔道（畳1面）、剣道（床1面）、卓球台6台など
- トレーニング室
  - 面積 486m2
- 会議室（2階）
- メインアリーナ（3階）
  - 面積 1,789m2（45m×37-38m）、高さ16m
  - 利用可能数 - バレーボール2面、バスケットボール2面、バドミントン10面、卓球台20台など
  - 観客席数 - 4階固定席 787席、身障者席 6席
- サブアリーナ（3階）
  - 面積 730m2（33m×19.5m）、高さ9m
  - 利用可能数 - バレーボール1面、バスケットボール1面、バドミントン4面、卓球台10台など
- 軽体育室（4階）
- ジョギングコース（4階）
- 弓道場（5階）
  - 和弓 6人立、アーチェリー

## 主な大会・イベント
- 1955年の神奈川国体でバスケットボール競技の会場となったほか、Wリーグ公式戦や都道府県対抗ジュニアバスケットボール大会なども開催されている。
- 1998年のかながわ・ゆめ国体でバレーボール競技の会場となったほか、Vリーグ公式戦などが開催されている。
- 新日本プロレスが2008年11月22日に行われた。それ以来藤沢市で新日本プロレスの試合は開催されなかったが、2015年10月30日に興行が行われる。
- 2012年5月12日には地元（藤沢）出身の諏訪魔（全日本プロレス）の凱旋興行として、全日本プロレスがチャリティープロレス大会を当体育館で開催した[5]。
- 2022年よりB3リーグ・湘南ユナイテッドBCのホームアリーナとして使用される。

## 交通アクセス
- JR東海道線・小田急江ノ島線藤沢駅 徒歩10分